# Augusto Bullrich
Augusto Bullrich (Stade, Hannover, Alemania, 31 de julio de 1803 - 22 de marzo de 1882), nacido como Augustus Bullrich, fue un prisionero de guerra alemán capturado durante la Guerra del Brasil, más tarde padre del militar y comerciante argentino Adolfo Bullrich.

## Biografía
Era hijo de Augustus Sigismund Bullrich y Friederike Reichel. Viajó al Brasil en tiempos de la guerra con la Provincias Unidas del Río de la Plata, donde se incorporó al ejército como sargento, siendo tomado prisionero en la batalla de Ituzaingó y conducido a Buenos Aires, donde se radicó, estableciendo un almacén de productos importados. Este se encontraba en la actual esquina de Florida y Bartolomé Mitre, que adquirió en 1835. En marzo de 1842, junto con el alemán Charles Ziegler, también almacenero, estableció una fábrica de cerveza en la entonces plaza del Retiro, en una casa arrendada perteneciente a la familia Azcuénaga. Ambos hicieron grandes reformas en la propiedad que se encontraba en estado de destrucción y luego le vendieron la fábrica de cerveza a los señores Adam Fogel y Schmitz, transfiriéndoles todos los derechos del contrato. 
Se casó con Baldomera María Rejas, con quien tuvo diez hijos, entre ellos Adolfo Bullrich, que fuera Intendente de la Ciudad de Buenos Aires. Murió el 22 de marzo de 1882, a los 78 años.